# Sebastian Bea
Sebastian Bea, född den 10 april 1977 i San Francisco, Kalifornien, är en amerikansk roddare.
Han tog OS-silver i tvåa utan styrman i samband med de olympiska roddtävlingarna 2000 i Sydney.